# 성여완 선생 묘
성여완 선생 묘는 대한민국 경기도 포천시 신북면 고일리에 있다. 1986년 4월 9일 포천시의 향토유적 제19호로 지정되었다.

## 개요
고려후기 및 조선전기 문신 성여완의 묘이다.

## 같이 보기
- 성여완